# Timo Boll
Timo Boll (Erbach, 8 maart 1981) is een Duitse tafeltennisser. Hij wordt beschouwd als een van de beste Europese tafeltennissers. Boll stond in 2003 zeven maanden op de eerste plaats van de ITTF-wereldranglijst. Hij speelt linkshandig.

## Carrière
Boll is achtvoudig Europees kampioen in het enkelspel. Hij pakte zijn eerste titel door in de eindstrijd van 2002 te winnen van Kalinikos Kreanga. In de finales van zowel 2007 als 2008 versloeg hij Vladimir Samsonov. Boll werd daarmee na Mikael Appelgren en Samsonov de derde man die het EK enkelspel drie keer op zijn naam schreef.

De Duitser kwam daarnaast in 2010 op de tweede plaats te staan voor wat betreft het meeste aantal toernooizeges op de Europese Top-12. Hij won toen zijn vijfde titel in een finale tegen Samsonov, die het evenement evenals Boll tot dan vier keer won. Boll moet met vijf toernooizeges alleen Jan-Ove Waldner voor zich dulden, die de Europa Top-12 zeven keer won.
Hij behaalde bij de Olympische Spelen 2004 de kwartfinales en bij de Olympische Zomerspelen 2008 won hij met zijn teamgenoten Christian Süß, Bastian Steger en Dimitrij Ovtcharov de zilveren medaille in de landenwedstrijd. Ze verloren in de finale van het Chinese trio Wang Hao, Ma Lin en Wang Liqin.
Boll speelde in de Duitse Bundesliga voor onder meer Borussia Düsseldorf en TTV RE-BAU Gönnern.
Boll kondigde op 28 mei 2024 aan na de Olympische Zomerspelen 2024 te stoppen als international . Hij zal nog wel het seizoen 2024/2025 spelen voor Borussia Düsseldorf in de Bundesliga.

## Belangrijkste overwinningen
- Winnaar World Cup enkelspel 2002 en 2005
- Winnaar Europese Top 12 (vanaf 2015 top-16) in 2002, 2003, 2006, 2009, 2010 en 2018
- Europees kampioen enkelspel 2002, 2007, 2008, 2010, 2011, 2012, 2018 en 2020
- Europees kampioen dubbelspel 2002 (met Zoltan Fejer-Konnerth), 2007, 2008, 2009 en 2010 (alle vier met Christian Süß)
- Europees kampioen landenteams 2007, 2008, 2009, 2010 en 2011
- Winnaar ITTF Pro Tour Grand Final enkelspel 2005
- Winnaar ITTF Pro Tour Grand Final dubbelspel 2005 (met Christian Süß)
- Winnaar European Champions League 2005, 2006 (beide met TTV RE-BAU Gönnern)
- Duits kampioenschap enkelspel (8x)
- Duits kampioenschap dubbelspel (3x)
- Zilver WK 2005
- Zilver WK landenteams 2004, brons in 2006

ITTF Pro Tour:
Enkelspel:
- Winnaar ITTF Pro Tour Grand Finals 2005
- Winnaar Brazilië Open 2001
- Winnaar Oostenrijk Open 2002, 2004 en 2008
- Winnaar Japan Open 2003, 2005 en 2010
- Winnaar Polen Open 2004, 2006 en 2008
- Winnaar Duitsland Open 2004, 2006, 2008 en 2009
- Winnaar Zweden Open 2005
- Winnaar China Open 2006
- Winnaar Qatar Open 2009

Dubbelspel:
- Winnaar ITTF Pro Tour Grand Finals 2005 en 2009 (beide met Christian Süß)
- Winnaar Engeland Open 2001 (met Zoltan Fejer-Konnerth)
- Winnaar Nederland Open 2001 (met Zoltan Fejer-Konnerth)
- Winnaar Polen Open 2004 (met Christian Süß)
- Winnaar Duitsland Open 2004 en 2009 (beide met Christian Süß)
- Winnaar Japan Open 2005 (met Christian Süß)